# José Antonio Godoy García
José Antonio Godoy García (Benferri, 26 de febrer de 1947 - Múrcia, 20 de setembre de 2009) fou un polític socialista valencià, diputat a les Corts Valencianes en les VI i VII legislatures.
Llicenciat en dret per la Universitat d'Alacant, en filosofia per la Universitat de València i en periodisme per la Universitat de Friburg. Fou catedràtic de filosofia de l'IES Miguel Hernández i professor de dret administratiu a la Universitat d'Alacant. Es va afiliar al PSOE i a la UGT en la seva estada a Suïssa. Fou també secretari d'infraestructures i transport de la comissió executiva nacional del PSPV-PSOE i secretari d'ensenyament mitjà de la FETE-UGT de Catalunya.
Entre altres càrrecs ha estat Director Territorial de Cultura i Educació a Alacant i secretari general de la Conselleria de Cultura i Educació de la Generalitat Valenciana, membre del consell d'administració de RTVV. També ha estat elegit diputat per la província d'Alacant a les eleccions a les Corts Valencianes de 2003 i 2007.
Morí el setembre de 2009, a l'edat de 62 anys.

## Obres
- El Derecho de la televisión sin fronteras (1995)
- Marco jurídico de la Televisión Digital (1999)